# Леонтий (архиепископ Кипрский)
Архиепи́скоп Лео́нтий (греч. Αρχιεπίσκοπος Λεόντιος, в миру Анто́ниос Леонти́у, греч. Aντώνιος Λεοντίου; 3 марта 1896, Лимасол — 26 июля 1947) — епископ Кипрской православной церкви, Архиепископ Новой Юстинианы и всего Кипра.

## Биография
Родился 9 марта 1896 года в Лимассоле, на улице Василеоса Македоноса. Его отец, Саввас Леонтиу, кузнец по профессии, приехал из деревни Агиос Димитрианос в Пафосе, а его мать, Элени Хадзи-Антони, была уроженкой Пафоса. Первоначально Леонтий поступил в начальную школу Лимассола, где его отличали трудолюбие и хорошая успеваемость, а затем поступил в гимназию. Наконец, в июле 1910 года он встретился с двумя монахами с Афона, Кириллом и Нифоном, которые жили в келиях вокруг церкви Святого Георгия в Хавузасе, общины Агиас-Филаксиос, и занимались иконописанием. Тринадцатилетний Антониос был впечатлен их образом жизни и, не сообщая родителям, часто приходил к храму святого Георгия, где он духовно окормлялся у них. Однако год спустя, 15 июля 1911 года, конюх по имени Иорданис проинформировал его мать о подобном увлечении сына. Она резко отреагировала на этом и постаралась приложить все усилия, чтобы положить конец стремлению её сына к монашеству.
К тому времени Антониос был учеником пятого класса городской гимназии. 16 марта 1913 года он решил бросить учёбу и укрыться в монастыре святого Георгия в Аламаносе. Его действия не получили одобрения как его отца и его брата, так и начальника гимназии, Андреаса Фемистоклеуса (1843—1918), а также профессора Христоса Экономидиса (1884—1945), которые искали его с помощью полиции. Это заставило его бежать в Ларнаку, где он был найден шофёром по имени Якумис. В конце концов он был арестован полицией и допрошен, как он пишет, турецким офицером. Затем, когда его отец отправился в Ларнаку, чтобы принять его, Антониосу удалось убедить его в правильности его решения стать монахоми переселиться в монастырь святого Георгия в Аламаносе.
В 1919 году рукоположён в сан диакона митрополитом Китийским Никодимом (Милонасом), который благословил его учиться на богословском факультете Афинского университета, который он окончил в 1923 году.
Вернувшись на Кипр, назначен профессором Панкипрской семинарии в Ларнаке.
В 1926 году назначен служить в кафедральный собор Пафоса, как проповедник, одновременно преподавая и в средней школе города.
В 1927 году выехал в Америку, где продолжал своё богословское образование в Богословском колледже Нью-Йорка, став бакалавром богословия, а затем магистром богословия.
22 апреля 1930 года, когда он ещё находился в Америке, его избирают Митрополитом Пафским. Вернувшись на Кипр, 3 августа 1930 года рукоположён в Никосии в сан пресвитера, а 6 августа — во епископа Пафского с возведением в сан митрополита.
27-28 октября 1931 года участвовал в православно-старокатолической конференции в Бонне, где представлял Кипрскую православную церковь. Между тем, в период его отсутствия на Кипре вспыхнули акции гражданского неповиновения британским оккупационным властям. Британские власти запретили ему возвращаться на Кипр. Только в июне 1932 года в результате многих усилий архиепископу Кириллу III удалось добиться для митрополита Леонтия разрешения вернуться на остров.
16 ноября 1933 году умирает предстоятель Кипрской церкви архиепископ Кирилл III. Митрополит Леонтий, оставшийся единственным православными епископом, кого не депортировали с острова британская оккупационная власть, вступил в должность местоблюстителя архиепископского престола. Канонические выборы нового архиепископа Кипрского не могли быть проведены из-за невозможности созыва Священного Синода. Когда митрополит Леонтий заявил о необходимости избрания нового предстоятеля, против этого возражали как британские власти, так и сосланные митрополиты, которые являлись главными претендентами, но не могли принять участия в выборах.
13 сентября 1937 года в Иерусалиме скончался митрополит Китийский Никодим, после чего митрополит Леонтий стал также местоблюстителем Китийской митрополии.
В 1946 году ограничения на Кипрскую Церковь были сняты. В страну из изгнания вернулся митрополит Макарий.
В декабре 1946 года возглавил делегацию киприотов, которая приехала в Лондон, чтобы обсудить энозис (союз с Грецией).

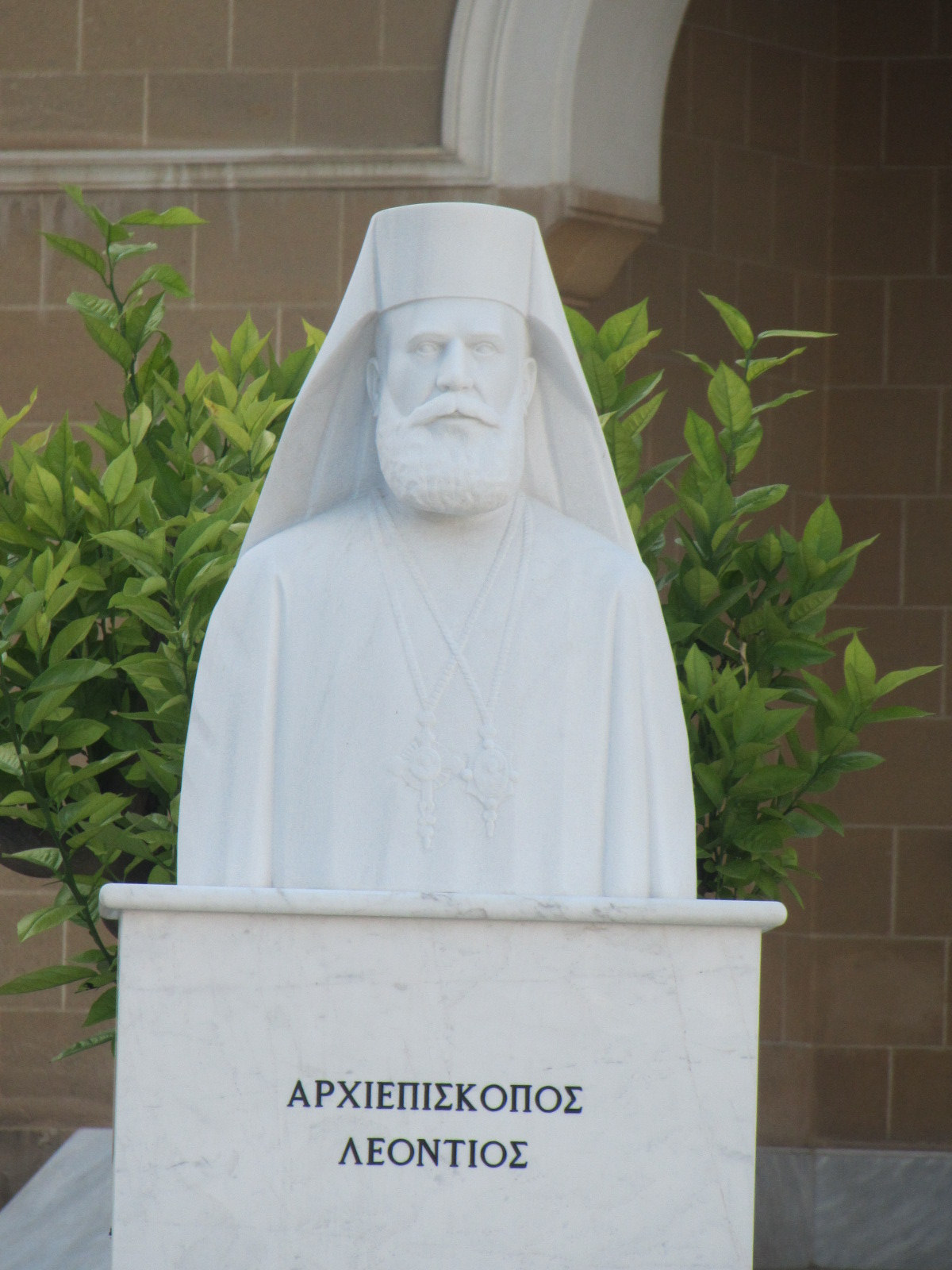
Памятник Архиепископу Леонтию

Кипрское духовенство при участии присланного Константинопольским патриархом мирополита Иоакима, основываясь на положениях устава Кипрской Православной Церкви избрало 20 июня 1947 года новым архиепископом митрополита Пафского Леонтия.
Скончался 26 июля 1947 года от тифа. Скоропостижная смерть в возрасте 51 года породила слухи о его отравлении, которые не подтвердились. Похоронен на следующий день на греческом кладбище в Никосии.